# Aranarache
Aranarache település Spanyolországban, Navarra autonóm közösségben. Aranarache Larraona és Eulate községekkel határos. Lakosainak száma 70 fő (2024).

## Népesség
A település népessége az elmúlt években az alábbi módon változott:
| Lakosok száma | 95   | 85   | 79   | 85   | 87   | 77   | 74   | 72   | 71   | 70   |
|               | 2001 | 2004 | 2007 | 2009 | 2012 | 2014 | 2017 | 2019 | 2022 | 2024 |